# George Owino
George Owino Audi (* 24. April 1981 in Nairobi) ist ein ehemaliger kenianischer Fußballspieler.

## Karriere

### Verein
George Owino begann seine Karriere in der Jugend des Tusker FC, wo er 2004 in die Profimannschaft kam und dort drei Jahre spielte. Von dort aus wechselte er nach Tansania zu Simba SC. Im Juli 2008 wechselte er zum äthiopischen Verein Saint-George SA. Im Juli 2009 bekam er auf Anraten von Antoine Hey eine Einladung zum Probetraining beim deutschen Klub Fortuna Düsseldorf. Sein Ziel war es immer in Europa zu spielen. Am 28. Juli sollte er einen Vertrag bei der Fortuna unterschreiben. Doch der Wechsel kam nicht zustande und er ging wieder zurück nach Äthiopien. Doch am 18. August wechselte Owino zurück nach Tansania zu  den Young Africans SC. Am 1. Juli 2010 kehrte er in seine Heimat zurück und schloss sich dem Sofapaka FC an. Im April 2011 verletzte er sich bei einem Pokalspiel gegen die Ulinzi Stars am Knie und fiel für längere Zeit aus. 2015 wechselte er weiter zu Mathare United FC und beendete dort nach der Saison 2018 seine aktive Karriere.

### Nationalmannschaft
Owino spielte von 2005 bis 2010 im Trikot der kenianischen Fußballnationalmannschaft. Er absolvierte in dieser Zeit 26 Partien, in denen er ein Tor erzielen konnte.

## Erfolge
- Kenianischer Meister: 2007
- Tansanischer Meister: 2007, 2008
- Äthiopischer Meister: 2009
- Kenianischer Pokalsieger: 2010, 2014